# 宮崎神宮

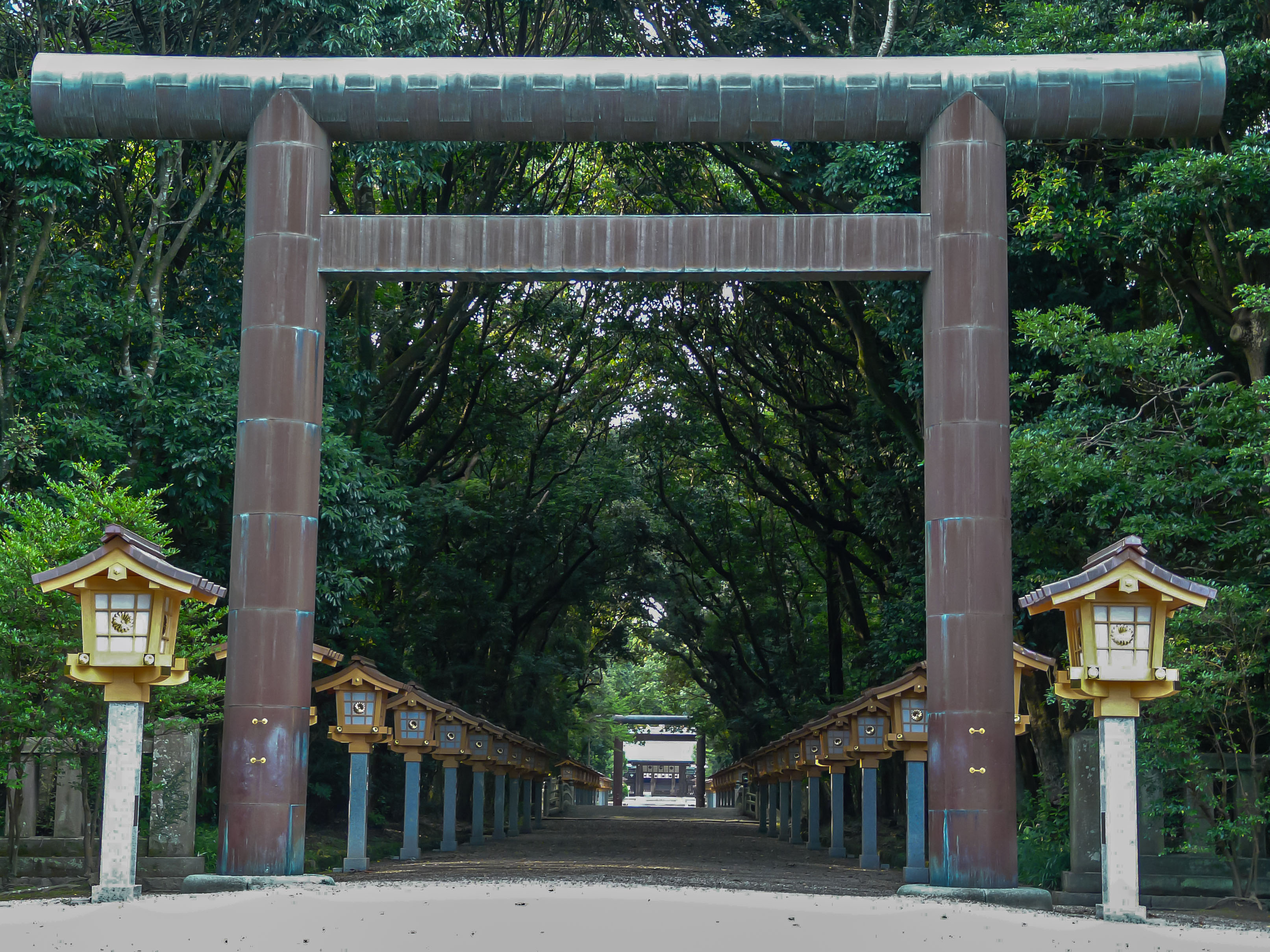
二之鳥居から三之鳥居、神門へと真っ直ぐに続く境内参道。

宮﨑神宮（みやざきじんぐう）は、宮崎県宮崎市神宮にある神社である。旧社格は官幣大社で、現在は神社本庁の別表神社。

## 社名
歴史は古く、「神武天皇宮（社）」、「神武天皇御廟」などと称されたが、明治6年（1873年）に「宮崎神社」と改称し、更に同11年「宮崎宮」と改称、大正2年（1913年）に神宮号が許可されて現社名となった。
地元では「神武さま」と呼ばれ親しまれている。

## 祭神
神日本磐余彦尊（かむやまといわれびこ の みこと、のちの神武天皇（初代天皇））を主祭神とし、父神鸕鷀草葺不合尊と母神玉依姫命の2柱を配祀する。

## 由緒
社伝によれば、鎮座地は神武天皇が東征以前に宮を営んだ地で、後に九州に下向してきた皇孫の建磐龍命（阿蘇神社の祭神）がその縁にちなんで創祀したといい、崇神天皇の時代に初めて社殿が創建され、景行天皇の熊襲征討に際して重ねて造営がなされ、さらに応神天皇の時代からは『国造本紀』に載せる日向国造の祖、老男命（おいおのみこと）が祀るようになったと伝える。
古くから鎮座していたのは確かで、上古の由緒は上記の通りだが、文献上の初見は鎌倉時代初めまで降り、当地の地頭職にあった土持信綱が現在地に社殿を造営し、皇宮屋（こぐや）（現 境外摂社）から建久8年（1197年）に遷座したという記録である。『神皇正統記』に神武天皇が「日向の宮崎の宮」から東征したと記すように、中世には東征以前に宮崎に帝都があったとする説も定着し、当宮をこれに充てるようになったと思われており（『古事記』に載せる高千穂宮（高千穂神社）に擬する説もある）、以後神武天皇に対する崇敬から、歴代の領主により深く崇敬された。文明5年（1473年 ）に伊東祐国が蓮ヶ池（現宮崎市村角町）と下北方（同下北方町）の一部を奉献したのを始め、永禄3年（1560年）に有馬永純が社領として2石5斗を寄進、同5年（1562年）には伊東義祐が下北方・江平（現宮崎市江平町一帯）から領地を割いて奉献、更に天正5年（1577年）には島津義久が米穀や幣帛を奉献している。
江戸時代には、延岡藩が当地を所領し、寛永21年（1644年）藩主有馬康純が社殿を造営、天保10年（1839年）にも藩主内藤政義による修造が行われている。もっとも、神武天皇を祀る古社とはいえ、江戸時代までは地方の1古社に過ぎず、当宮が広く全国的に知られるようになったのは、明治維新の王政復古の大号令で「神武創業の始め」に復することが唱導され、当宮が脚光を浴びるようになってからである。
明治6年（1873年）に 県社と定められた（この時宮崎神社と改称。「社名」節参照）が、神武天皇の最初の宮地であるとの伝承から特別の待遇を受けるようになり、明治8年（1875年）に国幣中社、明治18年（1885年）には官幣大社へと累進した。明治32年（1899年）には総裁を二条基弘、会長を島津忠亮とする「神武天皇御降誕大祭会」が組織され、高木兼寛が幹事長となって全国から寄付金を集めて境内整備を行い、明治40年にほぼ現在の姿となったが、更に昭和15年（1940年）、紀元2600年を記念した拡大整備事業（その規模は橿原神宮に次いで全国2位であったという）で、現在の境内が完成した。戦後は神社本庁の別表神社となり、現在に至っている。

## 神事
- 神武天皇祭（4月3日） - 神事流鏑馬を行うが、この流鏑馬は1940年の紀元2600年奉祝行事の一環として古儀に則り復興されたもの。4月3日は神武天皇崩御の日である。
- 宮崎神宮大祭（御神幸祭）（例祭後の土・日曜日） - 当宮から瀬頭と大淀の御旅所（隔年で交替）まで、神輿を中心にシャンシャン馬や稚児行列が練り歩く。

明治時代には、天照大神（アマテラスオオミカミ）の孫（天孫）ニニギノミコト（瓊瓊杵尊）の御陵と伝えられる前方後円墳に立つ奈古（なご）神社（宮崎市南方町、明治4年以前は長屋神社とも呼んだ）が宮崎神宮大祭のスタート地点となり、宮崎神宮まで練り歩いた。※宮崎県内では、西都市・西都原古墳群内の男狭穂塚（九州最大の古墳、宮内庁陵墓参考地）もニニギノミコト（瓊瓊杵尊）の御陵との伝説がある。

## 境内
- 一之鳥居 - 境外にあり、一ノ鳥居から二之鳥居までの境外表参道が約800 ｍあり、境外表参道には梛の並木が植えられている。
- 二の鳥居 - 境内入り口に建つ。
- 三之鳥居
- 祓所
- 神門
- 拝所
- 拝殿
- 本殿
- 神池
- 神田
- 徴古館 - 旧・宝物館：宮崎神宮徴古館参照
- 社務所
- 神宮会館
- 流鏑馬馬場

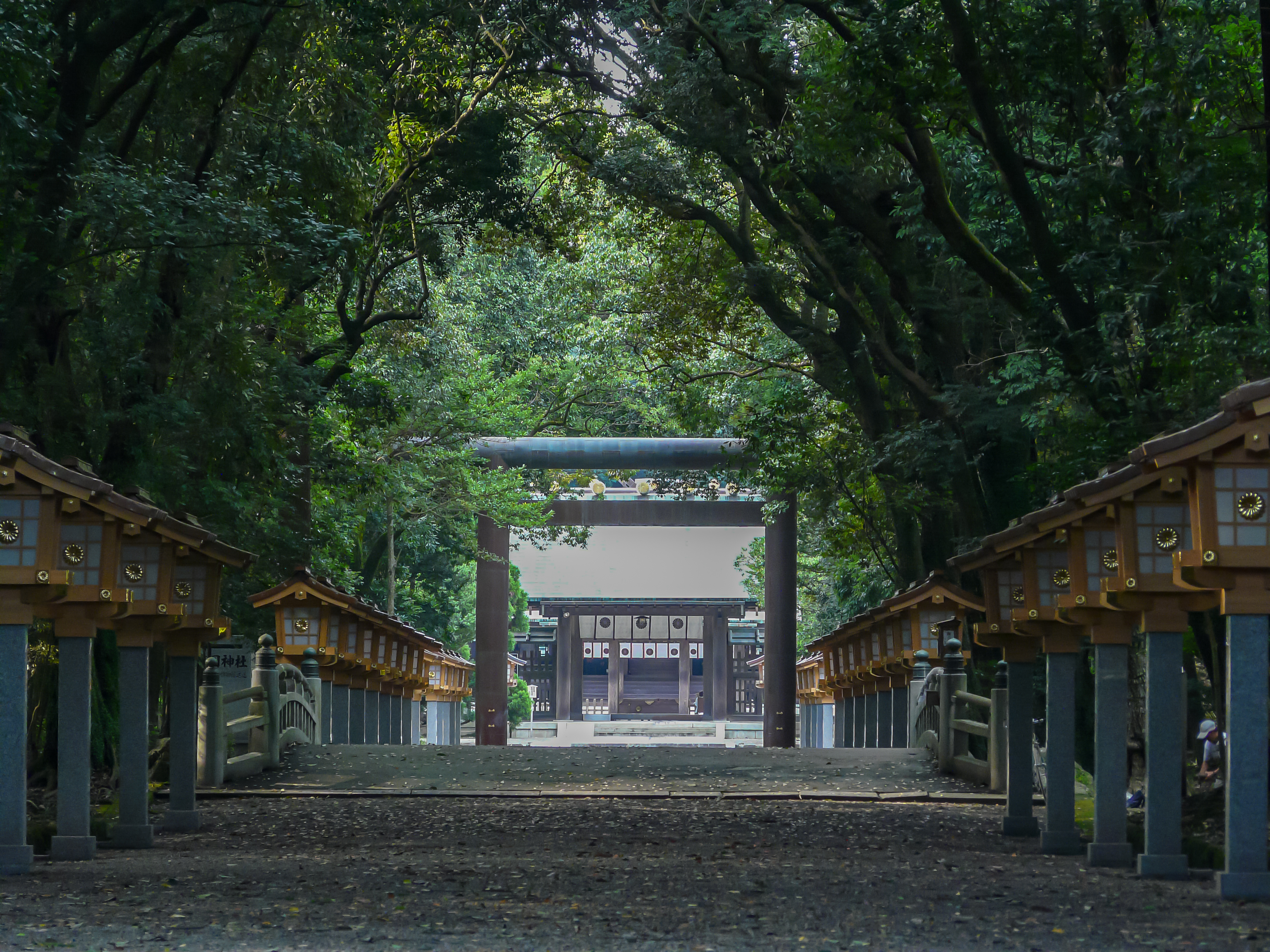
三之鳥居と神門
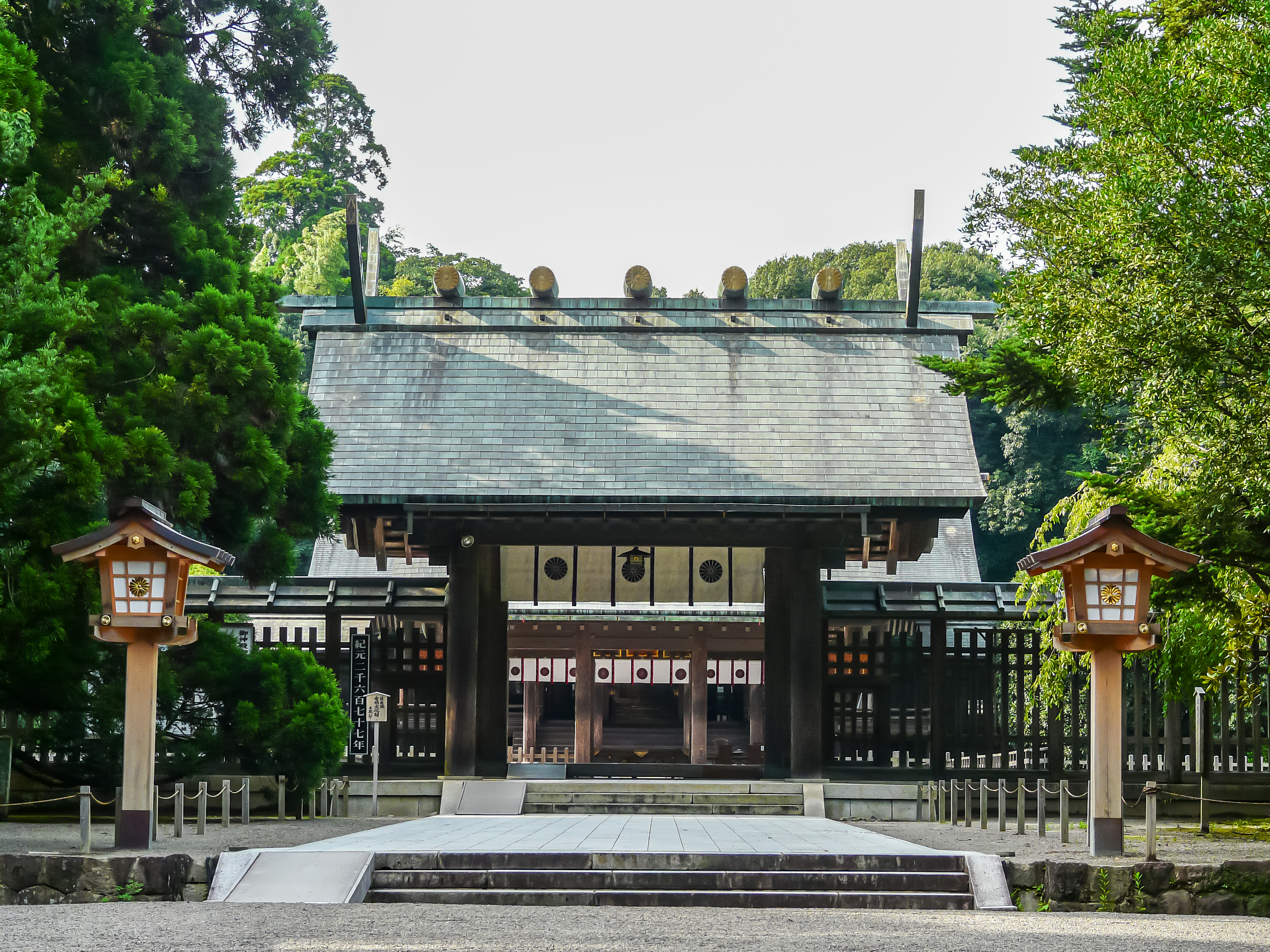
神門
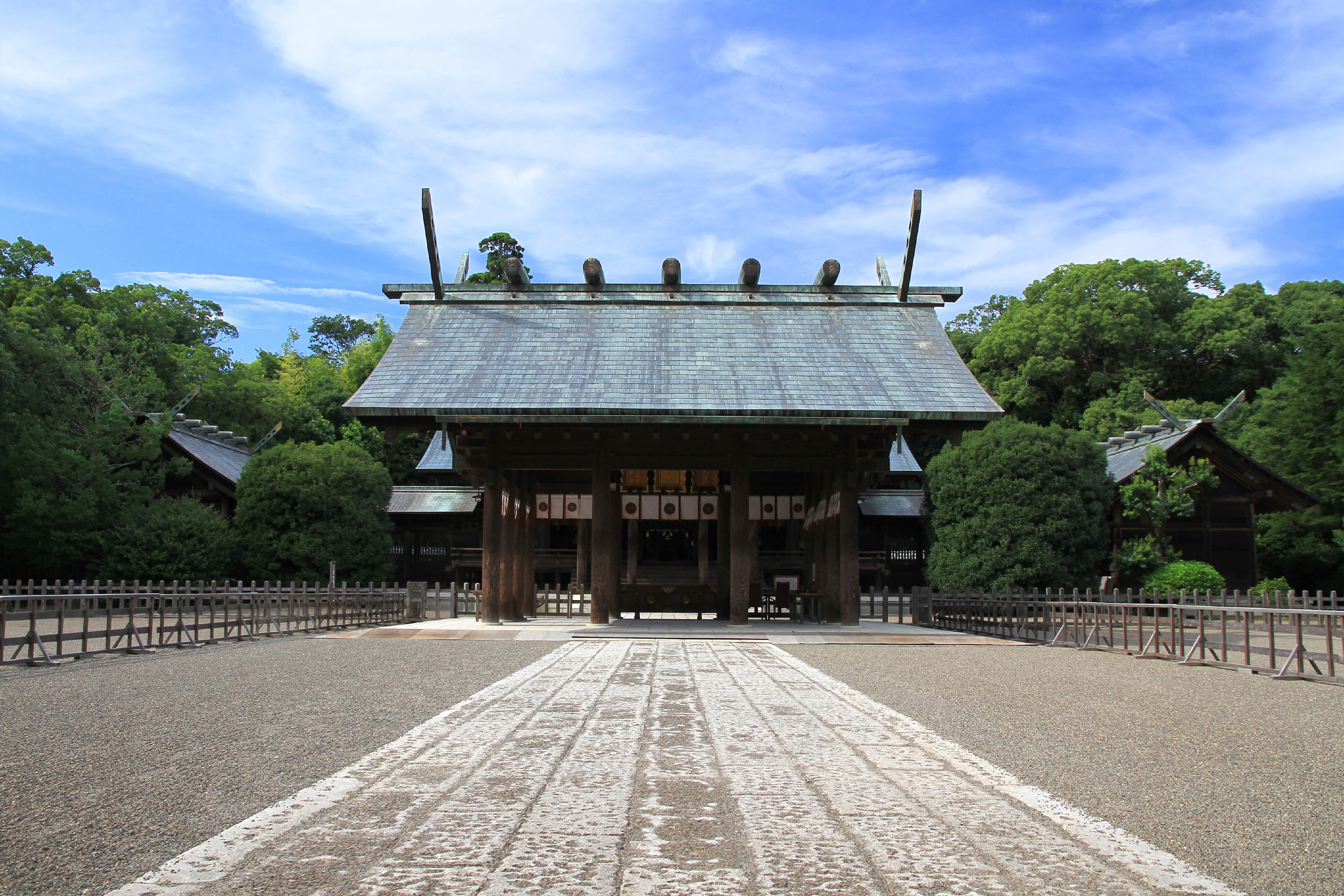
拝所
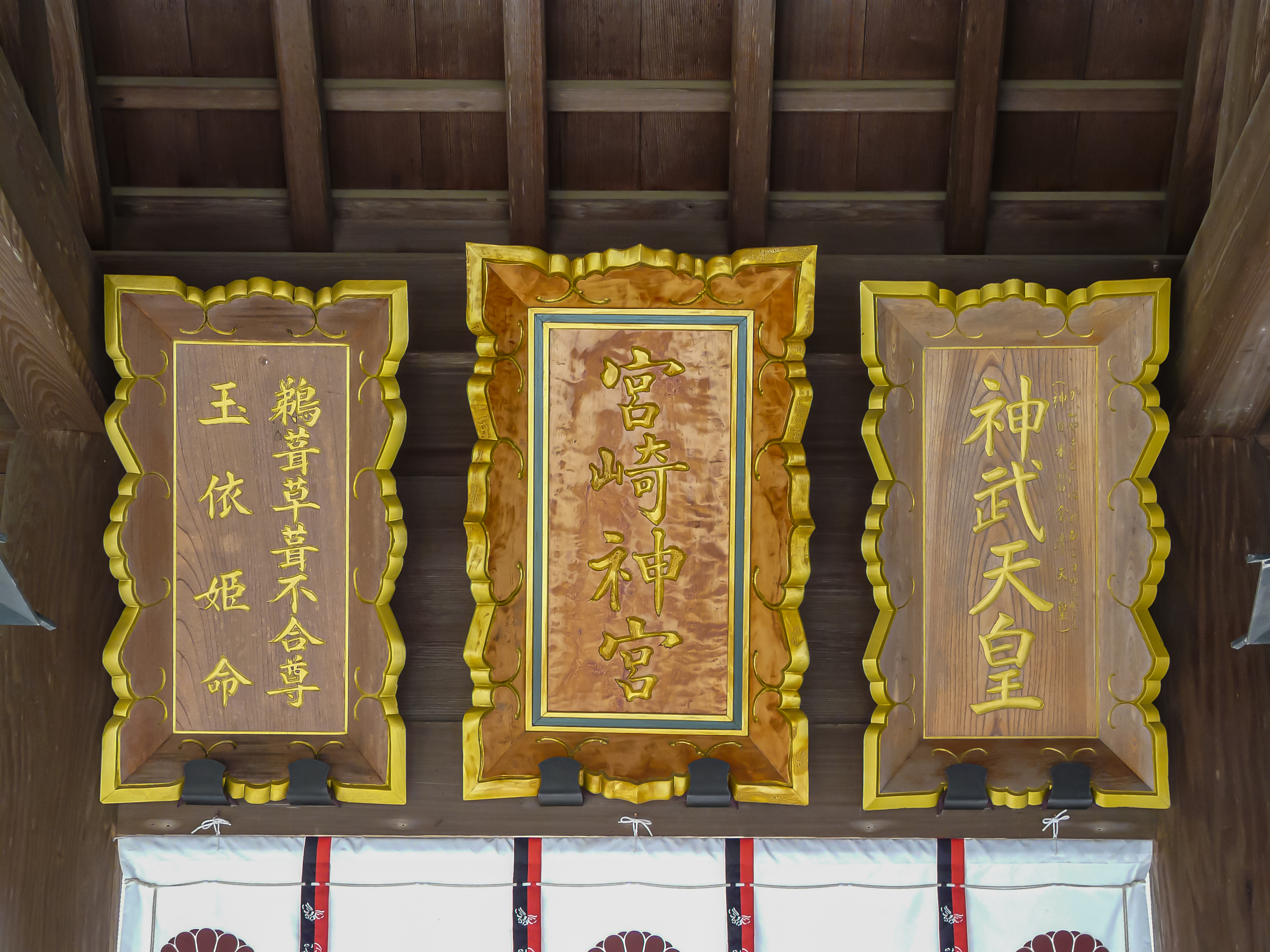
拝所扁額
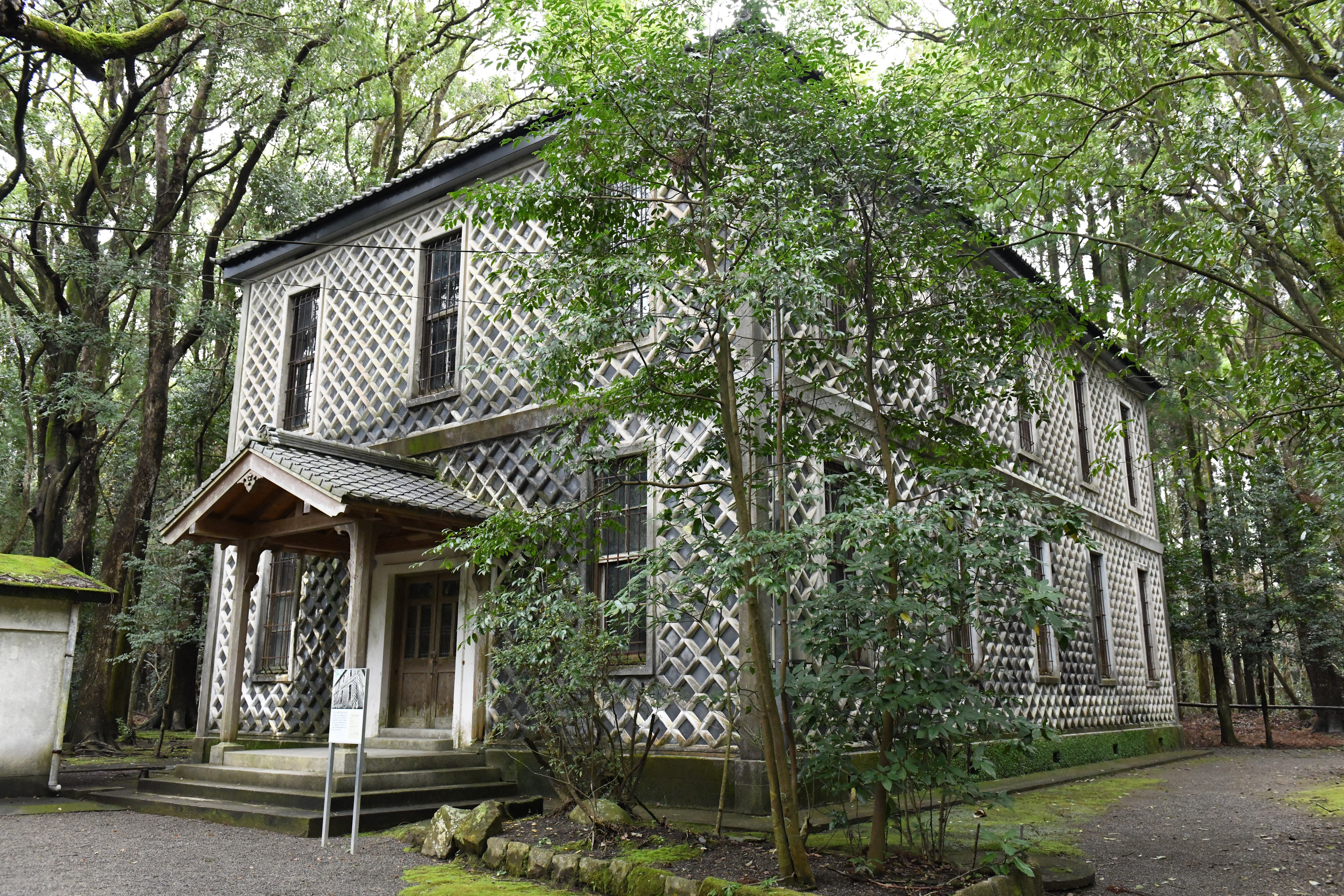
徴古館
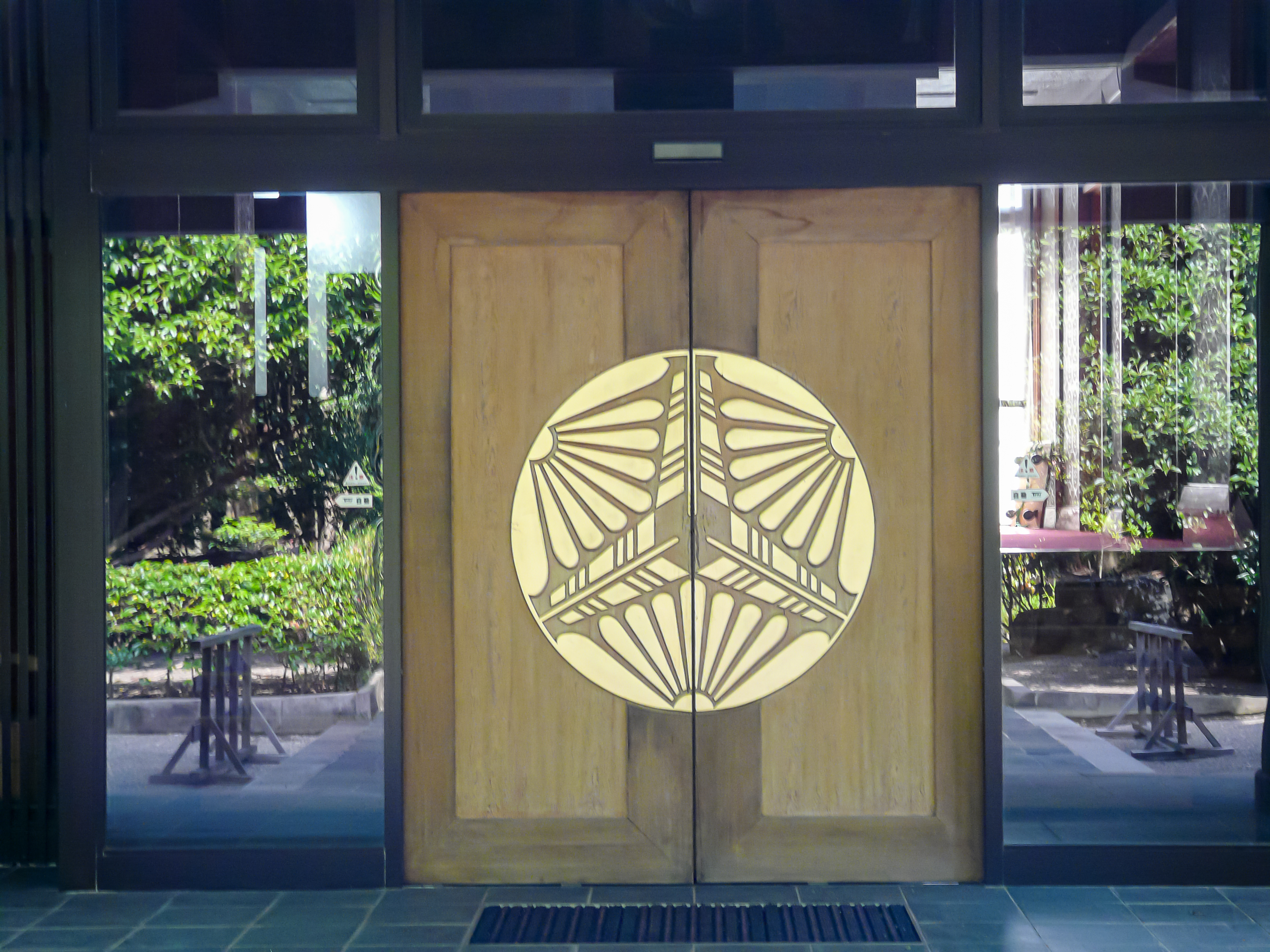
神宮会館扉にある神紋
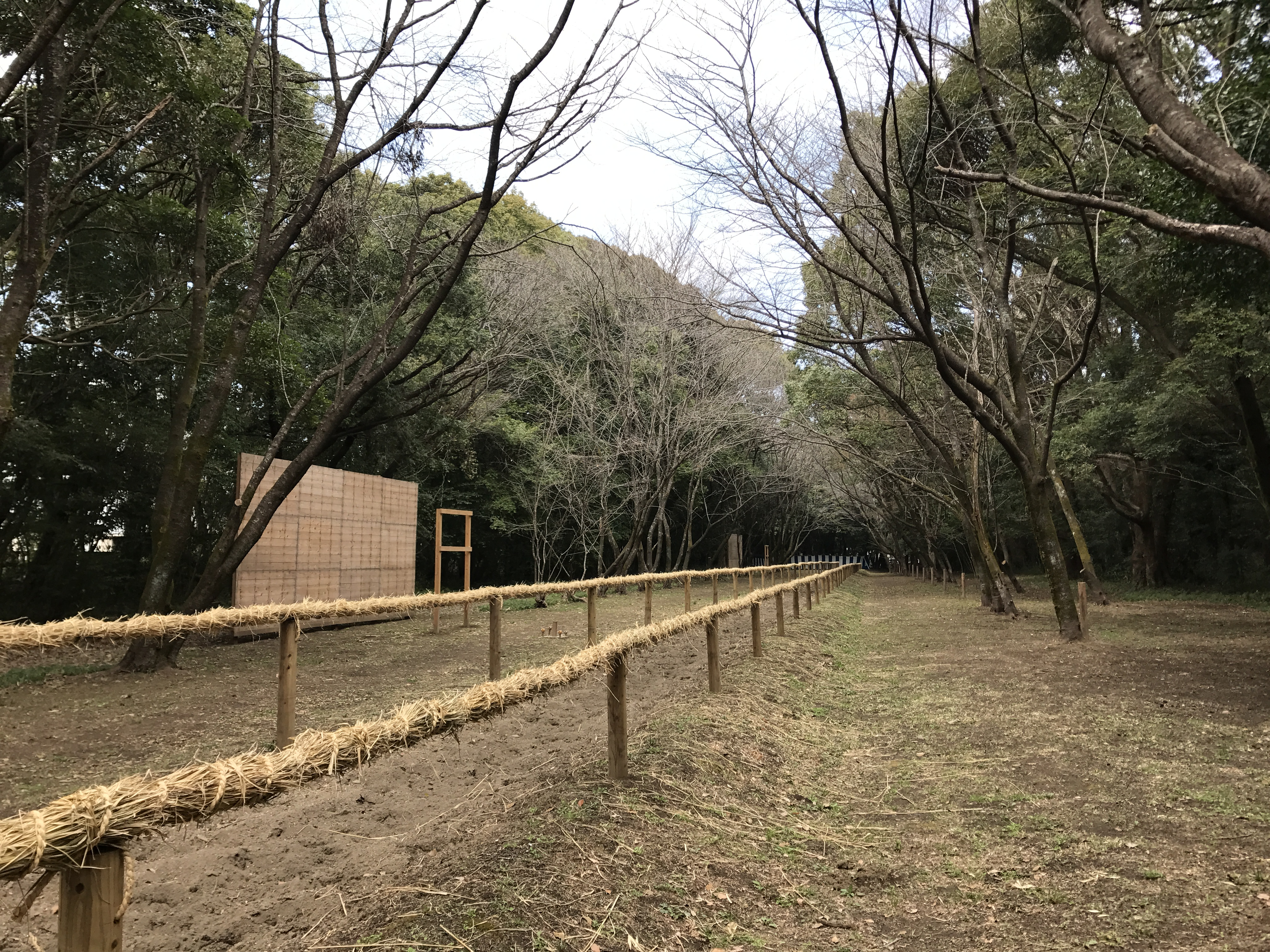
流鏑馬馬場

## 社殿
本殿は方3間の切妻造妻入。前面に桁行4間の両下造の渡殿が接し、正面7間側面4間の幣殿に続く。幣殿の前面には桁行3間の向拝が付き、左右には渡廊を経て御料屋（向かって左）、神饌所（同右）が結合されている。御料屋と神饌所はそれぞれ妻を正面に向けた正面3間側面4間の切妻造で、また幣殿の前方には方3間切妻造平入の拝所が立つ。以上いずれも明治40年の造替にかかり、狭野杉を用材とする銅板葺であるが、杉を社殿建築の用材とする珍しい例である。なお、本殿以下の主要社殿には千木・鰹木が設けられ、その直線的で簡素な佇まいには、伊勢神宮の神明造の影響が顕著である。
設計は、東洋の古建築を研究し、その学問的体系を確立した東京帝国大学名誉教授伊東忠太である。平成22年（2010年）に「国土の歴史的景観に寄与している」として本殿を始め11棟の建造物が国の登録有形文化財に登録された。神社建築としての登録は宮崎県内では日向市の大御神社に次いで2例目である。

## 摂末社
- 摂社皇宮神社 - 東宮から北西1km弱離れた市内下北町の飛び地境内に鎮座。神武天皇を主祭神として吾平津媛命・手研耳命を相殿に祀る。神武天皇の宮跡と伝えられるため、一に皇宮屋とも呼ばれる、鎌倉時代までの旧社地である。1月14日に皇宮屋破魔矢祭（こぐやはまやまつり）という五穀豊穣を予祝する特殊神事を行う。なお、社殿は1976年に伊勢の神宮の第60回式年遷宮の折に、外宮外幣殿の古材を使って改築した
- 末社五所稲荷神社 - 宇迦魂神を祀る。市内下北方町、花ヶ島町などの5神社を合祀して創建した

なお、戦前は宮崎県西諸県郡高原町蒲牟田鎮座の旧県社狭野神社を別宮として所管していた。また、宮崎市のアミュプラザみやざき屋上の「交通神社」は、宮崎神宮から祭神を分霊したものである。

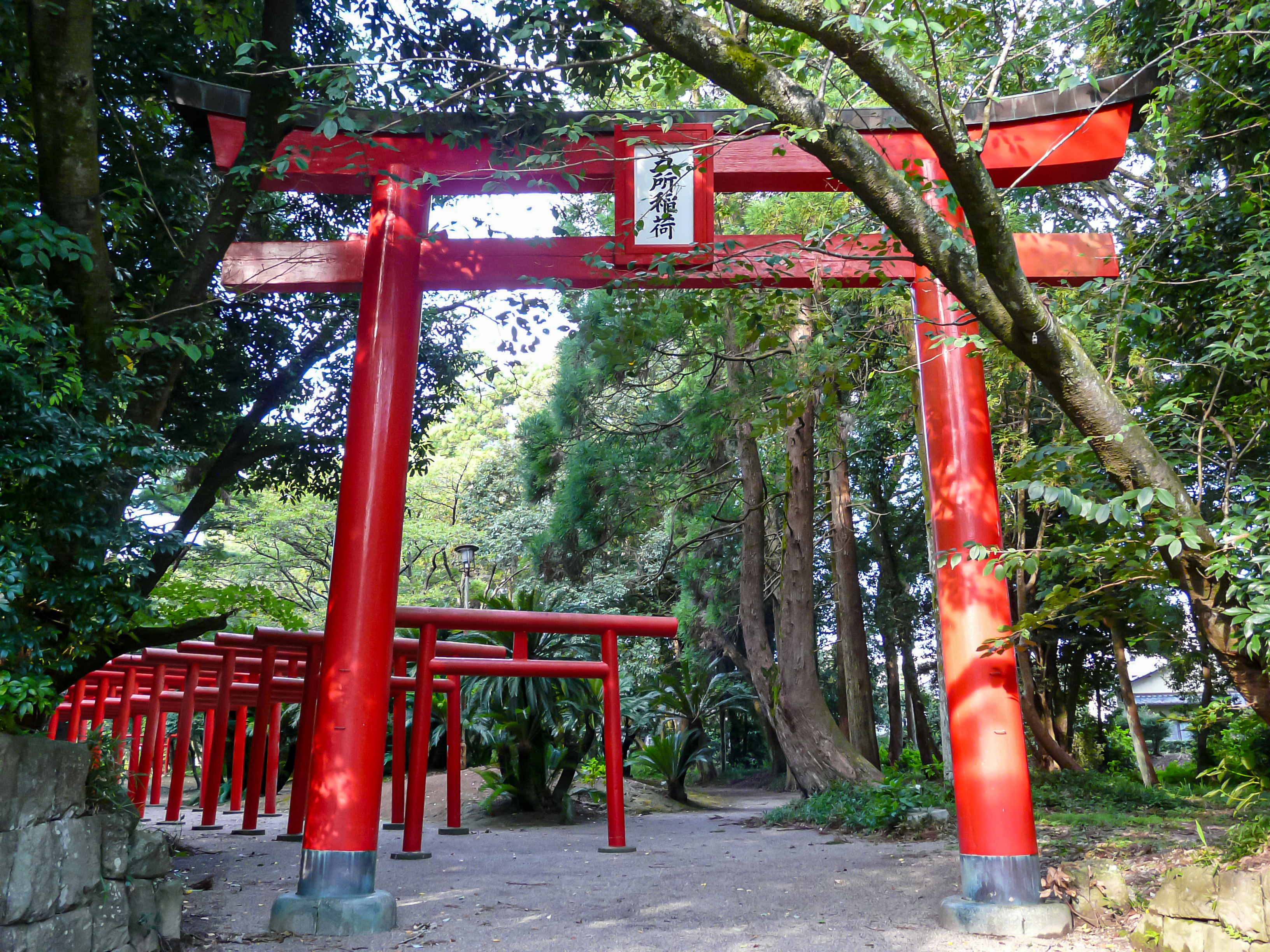
五所稲荷神社 鳥居
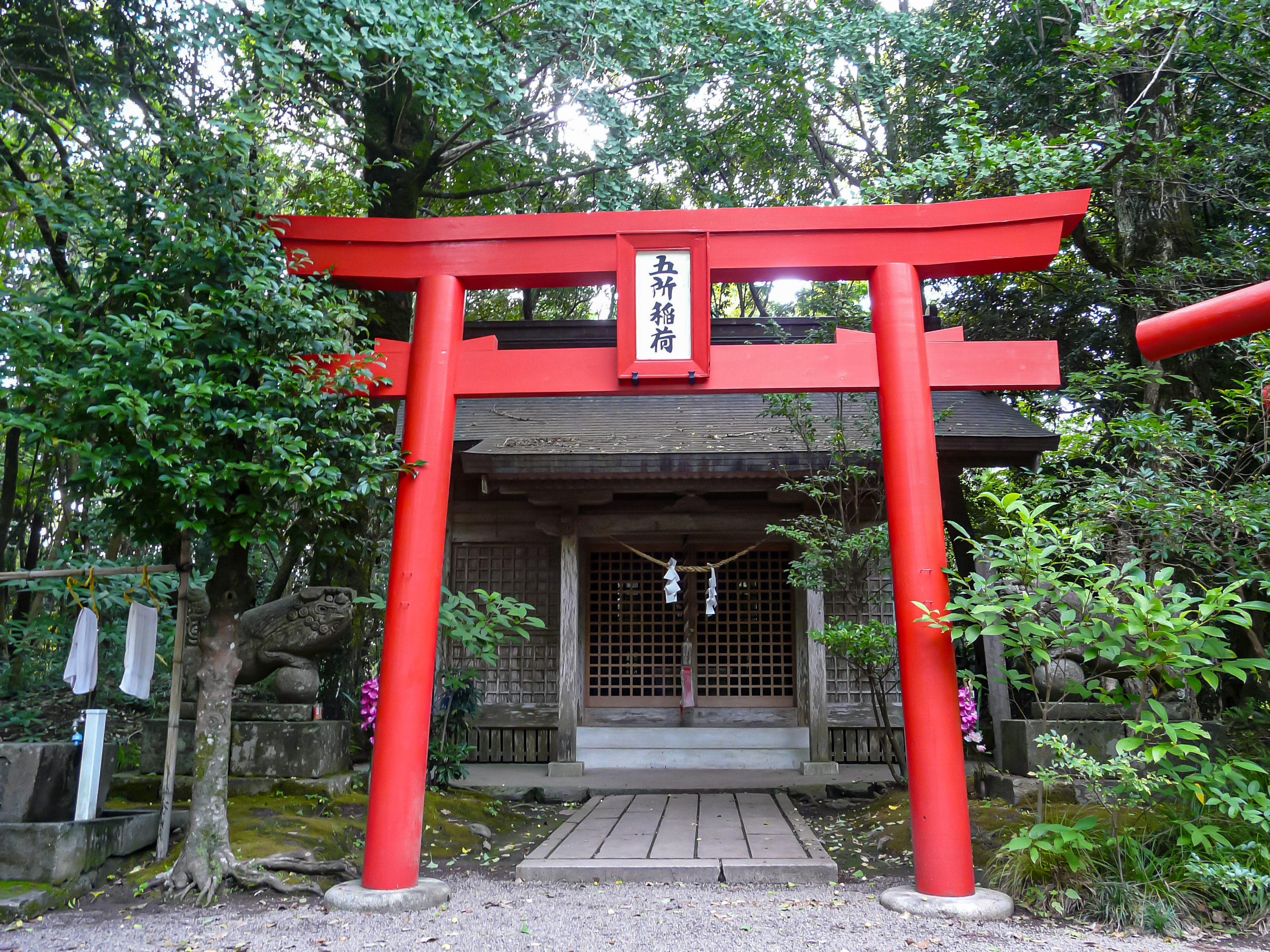
五所稲荷神社 社殿

## 文化財

### 国の登録有形文化財
| - 神殿（本殿） - 幣殿 - 渡殿 - 神饌所 - 御料屋 - 透間垣 | - 拝所 - 正門 - 玉垣 - 石柵 - 徴古館 |

### 国の天然記念物
- 宮崎神社のオオシラフジ - 同種の中では日本最大のもの。明治40年に当時の宮崎町長が移植したもので、幹が二つに分かれ、根周り2.95m、樹高は約6.35m、樹齢は平成初年時点（20世紀末）で約600年とも200年ともされる。1951年に国の天然記念物に指定された。

## 公共交通機関
- JR日豊本線宮崎神宮駅から徒歩8分。
- 宮崎交通宮崎神宮バス停から徒歩5分。

## 関連図書
- 安津素彦・梅田義彦編集兼監修者『神道辞典』神社新報社、1968年
- 白井永二・土岐昌訓編集『神社辞典』東京堂出版、1979年
- 上山春平他『日本「神社」総覧』新人物往来社、1992年